# Sudel Fuma
 (décembre 2021).
Pour les articles homonymes, voir Fuma.
Sudel Fuma, né à Saint-Pierre le 15 avril 1952 et mort au large du Port le 13 juillet 2014,, est un historien français, par ailleurs athlète et homme politique. Spécialiste de La Réunion, où il vivait, il a surtout travaillé sur l'histoire locale, notamment sur l'esclavage à Bourbon.

## Biographie
Dans sa jeunesse, Sudel Fuma a couru le 800 mètres et le 3 000 mètres steeple aux Jeux des îles de l'océan Indien 1979 puis été président de la Ligue réunionnaise d'athlétisme. Il pratiquait plusieurs arts martiaux et a contribué à la renaissance du moringue à la Réunion.
Sa carrière d'historien à l'Université de la Réunion a duré plus de 30 ans. Il a commencé à y enseigner en 1979 et était encore en poste au moment de sa mort. Il avait obtenu le titre de professeur des universités en histoire contemporaine en 2004. Il avait accepté la fonction de directeur de chaire de l'UNESCO à l'Université de la Réunion et de vice-doyen chargé de la recherche et des relations internationales en 2005 pour participer le plus activement possible aux recherches sur l'esclavage et l'engagisme, tant à titre personnel qu'en supervisant des recherches d'étudiants. 
Il a été conseiller municipal de Saint-Denis en 1989, il a été nommé adjoint au maire chargé des affaires culturelles et sportives et conseiller général de La Réunion en 1991, il en devient le vice-président en 1994.
Son nom est associé au mémorial de l'esclavage créé à la Grande Chaloupe dans l'Ouest de l'île. En tant que directeur de chaire de l'UNESCO et professeur d'histoire d'université, il avait activement participé à des recherches sur l'histoire de l'esclavage dans tout l'Océan Indien, surtout la zone Sud Ouest regroupant Madagascar, Mayotte, la Réunion, Maurice et Rodrigues. Il avait initié avec l'association Historun un projet à long terme de 2004 à 2013 : il s'agissait de reconstituer la « Route des esclaves et des engagés dans l'océan Indien», c'est-à-dire les voies maritimes les plus fréquemment empruntées par les négriers pour transporter les Malgaches et Africains vers l'Isle Bourbon (Réunion) ou l'Île de France (Maurice), toutes deux colonies françaises jusqu'au XIXe siècle, mais aussi les routes empruntées par les engagés, et de construire des stèles commémoratives sur les endroits les plus symboliques (un port, une place forte, un marché aux esclaves...). 

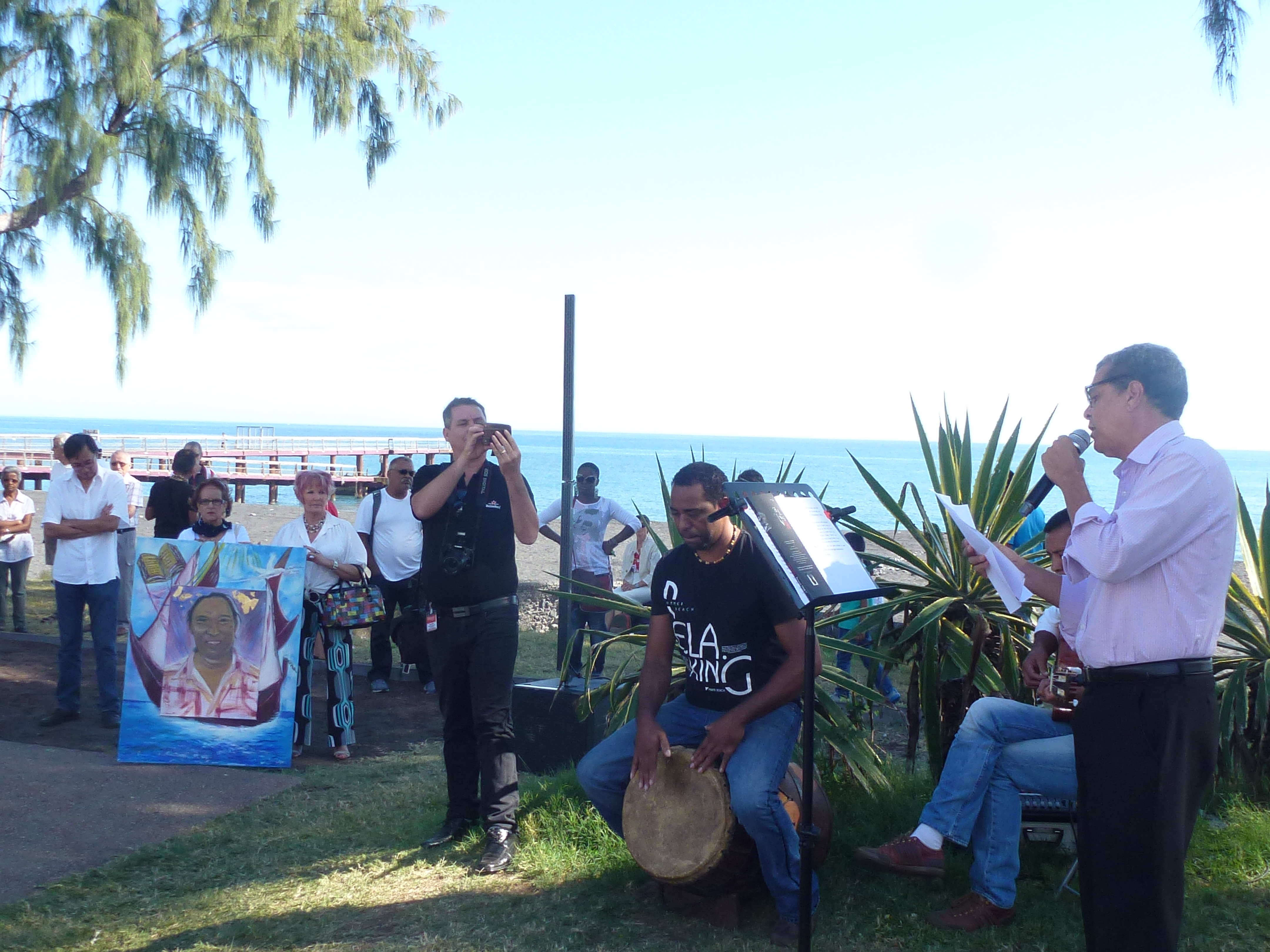
Cérémonie d'hommage à Sudel Fuma, un an après sa disparition

Le 12 juillet 2014, victime du naufrage de son embarcation de pêche survenu vers 20 heures au large du Port, il disparaît par noyade. Le 13 juillet 2015, son nom est donné aux archives départementales de La Réunion.

## Publications (sélection)
Sudel Fuma a publié de nombreux ouvrages historiques.
- Esclaves et citoyens, le destin de 62 000 Réunionnais : Histoire de l'insertion des affranchis de 1848 dans la société réunionnaise, 1979. Réédité pour la 3e fois en 1998 sous le titre: L'abolition de l'esclavage à la Réunion.
- Réflexions sur quelques aspects du racisme dans la société coloniale réunionnaise au XIXe siècle, 1983.
- Une colonie, Ile à sucre, la Réunion au XIXe siècle, 1989.
- L'esclavagisme à La Réunion, 1794-1848, 1992.
- Histoire d'un peuple: La Réunion, 1848-1900, 1994.
- Sport et départementalisation : la naissance d'un phénomène de société à la Réunion: 1946-1970, 1996.
- La mémoire du nom ou le nom image de l’homme : l’histoire des noms réunionnais d’hier à aujourd’hui à partir des registres spéciaux d’affranchis de 1848, cartes et graphiques, 1996.
- De l’Inde du sud à l’île de La Réunion, les Réunionnais d’origine indienne d’après le rapport Mackenzie, 1999.
- Un exemple d'impérialisme économique dans une colonie française au XIXe siècle : L'Île de La Réunion et la société du Crédit Foncier Colonial, 2001.
- Histoire d’une passion… le sucre de canne à La Réunion, La Réunion, Stella Matutina (Musée), Saint-Leu, septembre 2002.
- Mémoires orales et esclavage dans les Iles du Sud-Ouest de l'Océan Indien. Actes du colloque organisé du 25 au 27 mai 2004 à l'Université de la Réunion.
- Regards sur l'Afrique et l'Océan Indien, 2005.
- Le Monde créole : Peuplement, sociétés et condition humaines, 2005.
- Pharmacopée traditionnelle dans les Iles de l'Océan Indien, 2006.
- Epidémies et pharmacopée traditionnelle dans l'histoire des Iles de l'Océan Indien. Actes du colloque international organisé du 5 au 7 décembre 2007 par l'Université de Maurice et la chaire de l'UNESCO de l'Université de la Réunion.
- La diaspora indienne dans l'histoire des Iles et des pays de l'Océan Indien. Actes du colloque organisé du 20 au 22 janvier 2010 par l'Université de Pondichéry et la chaire UNESCO de l'Université de la Réunion.
- La Révolte des oreilles coupées ou l'insurrection des esclaves de Saint-Leu en 1811 à Bourbon (Ile de la Réunion), 2011.
- Une enfance volée, 2012.

## Autres sources
- « Sudel Fuma, le souffle de la passion », Le journal de l'Ile, 20 juillet 2008.
- « Sudel Fuma, historien, sportif, politique et professeur : son portrait », Le Journal de l'Ile de La Réunion, 14 juillet 2014.
- « Sudel Fuma : éclectique, fraternel et généreux », Le Journal de l'Ile de la Réunion, 14 juillet 2014.